# Kim Kum-ok
Kim Kum-ok (ur. 9 grudnia 1988) – północnokoreańska lekkoatletka specjalizująca się w biegu maratońskim.
W 2008 roku zajęła 12. miejsce w biegu maratońskim podczas igrzysk olimpijskich w Pekinie. Rok wcześniej - w 2007 - zdobyła złoty medal uniwersjady w półmaratonie. W 2010 zajęła trzecie miejsce w biegu maratońskim podczas igrzysk azjatyckich. Złota medalistka światowych igrzysk wojska w 2011. Na igrzyskach olimpijskich startowała też w 2012 i 2016, tutejsze konkursy maratonu ukończyła odpowiednio na 48. i 49. miejscu.
Trzykrotnie (2006, 2008 i 2013) triumfowała w mistrzostwach Azji w maratonie.
Najlepszy rezultat w maratonie - 2:26:56 - osiągnęła 8 kwietnia 2007 w Pjongjang.